# 진모
진모(본명: 김진모, 1980년 4월 15일 ~ )는 대한민국의 배우이다.

## 학력
- 2004년 ~ 2007년 명지전문대학 연극영상과

## 경력
- 극단 화살표 단원
- 극단 배우다방 단원
- 극단 고릴라씨어터 대표

## 출연

### 방송

#### 드라마
- 2007년 KBS 2TV 《아이 엠 샘》
- 2009년 KBS 2TV 《2009 전설의 고향 - 씨받이》 - 자객 2 역
- 2010년 SBS 《닥터 챔프》
- 2010년 SBS 《시크릿 가든》
- 2011년 SBS 《싸인》- 7회 양정수 역
- 2011년~2012년 KBS2 《오작교 형제들》 - 사채업자 역
- 2011년 MBC 《심야병원》 - 동방파 조직원 역
- 2013년 MBC 《백년의 유산》 - 나이트클럽의 가드 역
- 2013년 MBC 《투윅스》 - 조폭 역
- 2015년 OCN 《실종느와르 M》 - 청부 살인마 역
- 2015년 OCN 《아름다운 나의 신부》 - 장갑의 수행비서 역
- 2015년 SBS 《미세스 캅》
- 2016년 MBC 《화려한 유혹》
- 2018년 OCN 《보이스 2》
- 2018년 OCN 《플레이어》
- 2022년~2023년] ENA 《사장님을 잠금해제》

### 영화
- 2008년 《가루지기》 - 근육질 사내 역
- 2008년 《쉿! 그녀에겐 비밀이에요》 - 봉 똘마니 역
- 2009년 《2009 전설의 고향》 - seg 5. 씨받이 - 자객 2 역
- 2010년 《황해》 - 중국 어부 3 역
- 2011년 《조선명탐정: 각시투구꽃의 비밀》 - 객주 장정 2 역
- 2011년 《카운트다운》 - 조명석 경호원 2 역
- 2012년 《타워》 - 여의도 1조 역
- 2013년 《용의자》 - 무전탑차 요원 1 역
- 2015년 《베테랑》 - 조선족 살수 2 역 (첫 천만영화)
- 2016년 《루시드 드림》 - 강력 1팀 형사 역
- 2016년 《할머니와 돼지머리》 - 이씨 역
- 2017년 《범죄도시》 - 이수파 일군 역
- 2017년 《남한산성》 - 용골대 부하 장수 역
- 2018년 《챔피언》 - 콤보 팀원 1 역
- 2018년 《성난황소》 - 사내 1 역
- 2019년 《롱 리브 더 킹: 목포 영웅》 - 불법 하우스 고릴라 역
- 2019년 《타짜: 원 아이드 잭》 - 사내 2 역
- 2020년 《오케이 마담》 - 북한 조원 5 역
- 2022년 《하로동선》 - 우영 역
- 2024년 《베테랑 2》 - 조선족 살수 2 역 (부분출연)

### 공연

#### 연극
- 2009년 《보고싶습니다》 - 상도 역
- 2009년 《연극열전 3 - 에쿠우스》 - 에쿠우스 (말) 역
- 2010년 《뮤직 드라마 - 러브 FM》 - 진태 역
- 2011년 《행복》
- 2012년 《사랑했던 놈, 사랑하는 놈, 상관없는 놈》 - 이승진 역
- 2013년 《그놈을 잡아라》 - 최 형사 역
- 2015년 《1950 결혼기념일》 - 석배 역
- 2015년 《청춘일발장전》 - 장호 역
- 2016년 《술래잡기》 - 강대수 역
- 2018년 《그대라서 고마워요》 - 백동산 역
- 2018년 《민초》 - 조병갑 역
- 2018년 《사랑해 엄마》 - 철동 역

#### 뮤지컬
- 2008년 《맨 오브 라만차》 - 노새끌이들 역

### 광고
- 2007년 동서식품 맥심 라떼디토 - 고릴라 편